# Wattignies-la-Victoire
Wattignies-la-Victoire är en kommun i departementet Nord i regionen Hauts-de-France i norra Frankrike. Kommunen ligger i kantonen Maubeuge-Sud som tillhör arrondissementet Avesnes-sur-Helpe. År 2022 hade Wattignies-la-Victoire 240 invånare.

## Befolkningsutveckling
Antalet invånare i kommunen Wattignies-la-Victoire
| Referens: INSEE |